# 김종환 (성우)
김종환(1957년 12월 23일 ~ )은 대한민국의 성우이다. 
- 1982년에 한국방송 성우극회 17기로 입사하였다.

## 애니메이션
- 마지막 까지 목소리
- 기동전함 나데시코(SBS) - 아오이 준
- 나나의 환상여행(SBS) - 기어
- 질풍! 아이언리거(SBS) - 키와미 쥬로타, 세갈
- 슬레이어즈 NEXT(SBS) - 헬리온
- 얼룩송아지 코니(EBS) - 해설
- 무책임 함장 테일러(SBS) - 루 바라바 돔
- 지옥의 외인부대(KBS)
- 뾰로롱 꼬마마녀 (KBS2) - 프랑스 경찰 대원 역

## 외화
- 마지막 까지 목소리
- 죽은 시인의 사회(KBS) - 찰스(게일 헨슨)
- 스플래시 (KBS) - 여행 가이드(로웰 간즈)
- 터미네이터(KBS) - 경찰(윌리엄 위셔)
- 브로큰 애로우(SBS) - 헤일(크리스찬 슬레이터)
- 아이언 이글(SBS) - 학생(제이 풋틱)
- 슈퍼맨 4: 최강의 적 (KBS) - 간수(맥 맥도날드)
- 바람과 함께 사라지다 (KBS) - 초대 손님(데일 반 시켈)

## 내레이션
- 마지막 까지 목소리
- TV는 사랑을 싣고[1](KBS1,KBS2 - 舊 시즌 1 ~ 新 시즌2)[2]
- TV 내무반 신고합니다(KBS)
- 청춘 신고합니다(KBS)
- TV로 보는 세계(MBC)
- 청소년에게 고(告)함(MBC)
- 도전! 구두쇠왕(MBC)
- 자유시간 (자유여행 편)
- 미스터 주부퀴즈왕 (내레이션 - 문제출제 편)
- 고요와의 키스 / 시 이기와 (낭송)

## 광고
- 마지막 까지 목소리
- 공익광고협의회
- 해피랜드 (1993년)
- 코끼리산업 (코끼리세탁소)
- 영실업 (한글컴)
- 삼아약품 (노마에프)
- 한냉 (생생포크)
- 한국존슨 (페브리즈) - 담배냄새, 취침전, 귀가아빠, 초대[3]
- 롯데제과 개성파 (김건모 팬 편, 투투 편 (1994년))
- 해태제과 자유시간 (자유여행 편)
- 시몬스침대 (흔들리지 않는 편안함)
- 밀란 CF
- 우체국
- BC카드
- 에쓰오일 (쌍용 슈퍼크린 LB)
- 국민카드 (KB국민카드)
- 한국타이어앤테크놀로지 (옵티모 클래식, TCT 저중심 타이어)
- 동원F&B (동원참치크래커, 유럽풍 참치스타일)
- 밀란
- 종금파이낸스
- LG생활건강 (맛그린전통식혜[4],맛그린김치용양념[5] )
- 타코나 (부광약품 - 조영남 편[6])
- 한국GM (대우 프린스,티코)
- 대림산업 (대림 윙크)
- 한국세탁업중앙회
- 서울우유 (요델리 퀸 - 이주희 배우 편)
- 리콜라 (리콜라 허브캔디)[7]
- 두산주류 (OB맥주)[8]

### 지역광고
- 마지막 까지 목소리
- 협진주택 (협진태양프라자, 구남지하철역 협진태양프라자) - 대구
- 동아백화점 - 대구
- 에덴주택 - 대구
- 대우자동차운전학원 - 부산